# Monthault
Monthault é uma comuna francesa na região administrativa da Bretanha, no departamento Ille-et-Vilaine. Estende-se por uma área de 8,14 km². Em 2010 a comuna tinha 266 habitantes (densidade: 32,7 hab./km²).